# Lee Seung-su
Lee Seung-su (kor. 이승수 ;ur. 20 lipca 1990) – południowokoreański judoka. Olimpijczyk z Rio de Janeiro 2016, gdzie zajął dziewiąte miejsce w wadze półśredniej.
Brązowy medalista mistrzostw świata w drużynie w 2018. Wygrał uniwersjadę w 2017. Triumfator 6. Światowych igrzysk wojskowych w 2015 roku.

## Letnie Igrzyska Olimpijskie 2016
| Konkurencja | Rundy eliminacyjne    | Rundy eliminacyjne    | Klas. końcowa |
| Konkurencja | Przeciwnik I          | Przeciwnik II         | Miejsce       |
| ----------- | --------------------- | --------------------- | ------------- |
| 81 kg       | Eoin Coughlan (AUS) Z | Iwajło Iwanow (BUL) P | 9.            |